# 4760 Цзя-сян
4760 Цзя-сян (4760 Jia-xiang) — астероїд головного поясу, відкритий 1 квітня 1981 року.
Тіссеранів параметр щодо Юпітера — 3,543. Отримав назву на честь китайського математика та астронома Цзя Сяна.